# کاپیتان سوباسا: قهرمانان جدید برمی‌خیزند
کاپیتان سوباسا: قهرمانان جدید برمی‌خیزند (به انگلیسی: Captain Tsubasa: Rise of New Champions) یک بازی ویدئویی مرتبط با فوتبال در سبک ورزشی است که توسط شرکت باندای نامکو انترتینمنت برای مایکروسافت ویندوز، پلی‌استیشن ۴ و نینتندو سوئیچ در اوت سال ۲۰۲۰ منتشر شد.

## سبک‌ها
این بازی شامل دو حالت آفلاین و چندنفرهٔ آنلاین و همچنین یک حالت داستانی تک نفره است که به دو بخش فرعی تقسیم شده‌است که حالت داستانی این اجازه را به بازیکنان می‌دهد تا داستان اصلی و قسمت قهرمان جدید را تجربه کنند.

## توسعه
بازی در تاریخ ۲۱ ژانویه سال ۲۰۲۰، به همراه پیش‌پرده اعلام شد.